# Laurinsäuremethylester
Laurinsäuremethylester ist eine chemische Verbindung aus der Gruppe der Fettsäureester.

## Vorkommen
Laurinsäuremethylester ist eine der wichtigsten flüchtigen Geschmacksverbindungen in der Avocadofrucht. Sie wurde auch in Polygonum bistorta L., Moschus- und Wald-Erdbeeren, Äpfeln, Heidelbeeren, Rum, Kokosnuss, Trauben, Melonen, Papaya, Ananas, Brombeeren, Senf, Käse, Hopfenöl, Kognak, Weißwein, Kakao, Hafer, Pflaumen, Holundersaft, Loquat, Babacofrüchte (Carica pentagona Heilborn), Bourbon-Vanille, Bergpapaya, Chinakohl, Muscheln, Kapstachelbeeren, Papaya, Bananen und Blauschimmelkäse nachgewiesen.

## Gewinnung und Darstellung
Laurinsäuremethylester kann durch längeres Kochen von Laurinsäure mit Methanol in Gegenwart von Schwefelsäure gewonnen werden.

## Eigenschaften
Laurinsäuremethylester ist eine brennbare, schwer entzündbare, farblose Flüssigkeit, die schwer löslich in Wasser ist. Sie hat einen fettigen, blumigen Geruch, der an Wein erinnert.

## Verwendung
Laurinsäuremethylester wird bei der Herstellung von Biodiesel verwendet. Die Verbindung kann auch zur selektiven Synthese des sekundären Amid-Tensids N-Methyllauroylethanolamid verwendet werden und wird auch als Aromastoff, Weichmacher und Duftstoff für die Hautpflege verwendet.